# Shahmirzad
Shahmīrzād (farsi شهمیرزاد) è una città dello shahrestān di Mehdishahr, circoscrizione di Shahmirzad, nella provincia di Semnan in Iran. Aveva, nel 2006, una popolazione di  7.273 abitanti. Si trova a nord di Mehdishahr. È conosciuta per la sua produzione di noci.